# Навара (газоконденсатне родовище)
]]Навара — газоконденсатне родовище (точніше — група родовищ) на крайньому півдні Тунісу, поблизу стику кордонів цієї країни, Лівії та Алжиру.

## Опис
Родовище Навара відкрили у 2006 році внаслідок буріння свердловини Nawara-1, яка досягла глибини 3970 метрів та показала на випробовуванні дебет у 1,6 млн м3 газу та 6000 барелів рідких вуглеводнів на добу. Позитивні результати також показали свердловини Ahlam-1, Ahlam-2, Sourour, Fella, Ritma, Khouloud, Benefsej-1 та Benefsej Sud-1. Поклади вуглеводнів пов'язані із силурійськими формаціями (свитами) Acacus та Tannezouft.
Від розташованої на Навара установки підготовки газу продукція подаватиметься на північ по трубопроводу довжиною 370 км та діаметром 600 мм до газопереробного заводу Гануш, який розташується біля порту Габес. Завод матиме здатність переробляти 2,7 млн м3 на добу (в майбутньому можливе розширення до 7,3 млн м3) та виділятиме з отриманого газу пропанову та бутанову фракції. Відібраний на установці Навара стабілізований конденсат транспортуватимуть через перемичку довжиною 10 км та діаметром 150 мм до врізки в існуючий трубопровід TRAPSA.
Проект Навара (він же South Tunisian Gas Project, STGP) започаткували у 2008 році, проте він посувався доволі повільно. В 2012-му уряд Тунісу побажав змінити маршрут основного газопроводу так, щоб він проходив через місто Татуїн. Проте цю ініціатива, спрямовану на збільшення зайнятості місцевого населення, відхилили інвестори, оскільки вона робила весь проект економічно невиправданим. В результаті тунісці погодились на повернення до первісного плану, анонсувавши власний проект перемички до Татуїна зі спорудженням в останньому газопереробного заводу потужністю 0,6 млн м3 на добу.
Станом на середину 2017-го готовність об'єктів становила 80 %.
Видобувні запаси проекту Навара оцінюються у 10,2 млрд м3 газу та 1,2 млн м3 рідких вуглеводнів.
Проект реалізує австрійська компанія OMV.